# Strasbourg Illkirch-Graffenstaden Basket 2013-2014
Questa voce raccoglie le informazioni riguardanti lo Strasbourg Illkirch-Graffenstaden Basket nelle competizioni ufficiali della stagione 2013-2014.

## Stagione
La stagione 2013-2014 del Strasbourg Illkirch-Graffenstaden Basket è la 26ª nel massimo campionato francese di pallacanestro, la Pro A.

## Roster
Aggiornato al 12 novembre 2022.
| SIG Strasbourg 2013-14 | SIG Strasbourg 2013-14 |
| Giocatori              | Staff tecnico          |
| ---------------------- | ---------------------- |

| N. | Naz.                                                | Ruolo | Nome                   | Anno | Alt.   | Peso   |  |
| -- | --------------------------------------------------- | ----- | ---------------------- | ---- | ------ | ------ |  |
| 6  | Francia (bandiera)                                  | AP    | Axel Toupane           | 1992 | 201 cm | 98 kg  |  |
| 7  | Australia (bandiera) · Danimarca (bandiera)         | C     | David Andersen         | 1980 | 211 cm | 113 kg |  |
| 8  | Francia (bandiera)                                  | P     | Antoine Diot           | 1989 | 193 cm | 86 kg  |  |
| 9  | Francia (bandiera)                                  | AP    | Jérémy Leloup          | 1987 | 200 cm | 98 kg  |  |
| 10 | Francia (bandiera)                                  | G     | Paul Lacombe           | 1990 | 198 cm | 97 kg  |  |
| 11 | Stati Uniti (bandiera)                              | G     | Bootsy Thornton        | 1977 | 193 cm | 88 kg  |  |
| 13 | Stati Uniti (bandiera)                              | P     | Louis Campbell (C)     | 1979 | 191 cm | 90 kg  |  |
| 14 | Stati Uniti (bandiera) · Rep. Dominicana (bandiera) | A     | Ricardo Greer (C)      | 1977 | 197 cm | 100 kg |  |
| 15 | Francia (bandiera)                                  | C     | Romain Duport          | 1986 | 217 cm | 115 kg |  |
| 17 | Belgio (bandiera)                                   | AC    | Xavier-Robert François | 1994 | 203 cm | 100 kg |  |
| 19 | Francia (bandiera)                                  | P     | Arnaud Imhoff          | 1993 | 185 cm |        |  |
| 21 | Stati Uniti (bandiera)                              | AG    | Tim Abromaitis         | 1989 | 203 cm | 105 kg |  |
| 23 | Stati Uniti (bandiera)                              | C     | O.D. Anosike           | 1991 | 203 cm | 109 kg |  |
| 42 | Francia (bandiera)                                  | C     | Alexis Ajinça          | 1988 | 218 cm | 112 kg |  |
| 55 | Stati Uniti (bandiera)                              | G     | Kevin Murphy           | 1990 | 198 cm | 84 kg  |  |
| -  | Costa d'Avorio (bandiera)                           | AG    | Cédric Bah             | 1994 | 198 cm | 84 kg  |  |
| -  | Francia (bandiera)                                  | AP    | Damien Bouquet         | 1994 | 196 cm |        |  |
| -  | Francia (bandiera)                                  | G     | Antony Labanca         | 1994 | 191 cm | 86 kg  |  |
| -  | Francia (bandiera)                                  | C     | Luidgy Laporal         | 1995 | 202 cm |        |  |

| Allenatore                                                                           |
| - Vincent Collet                                                                     |
| Assistente/i                                                                         |
| - Lauriane Dolt - Pierre Tavano Legenda - (C) Capitano - (IN) Inattivo - Infortunato |

## Mercato

### Sessione estiva
| Acquisti | Acquisti       | Acquisti        | Acquisti   | Acquisti |
| R.       | Nome           | da              | Modalità   |          |
| -------- | -------------- | --------------- | ---------- | -------- |
| P        | Antoine Diot   | Paris-Levallois | definitivo |          |
| G        | Kevin Murphy   | G.S. Warriors   | definitivo |          |
| AG       | Tim Abromaitis | ASVEL           | definitivo |          |
| AP       | Jérémy Leloup  | Digione         | definitivo |          |
| G        | Paul Lacombe   | ASVEL           | definitivo |          |

| Cessioni | Cessioni         | Cessioni          | Cessioni       | Cessioni |
| R.       | Nome             | a                 | Modalità       |          |
| -------- | ---------------- | ----------------- | -------------- | -------- |
| AP       | Hugo Invernizzi  | Le Havre          | fine contratto |          |
| P        | Aymeric Jeanneau |                   | ritirato       |          |
| C        | Nicolas de Jong  | Sharks Antibes    | fine contratto |          |
| AG       | John Shurna      | Joventut Badalona | fine contratto |          |
| GA       | Jason Siggers    | Boulazac          | fine contratto |          |
| AG       | Maxime Zianveni  | Châlons-Reims     | fine contratto |          |
| AP       | Jeff Greer       | Poitiers          | fine contratto |          |

### Dopo l'inizio della stagione
| Acquisti | Acquisti        | Acquisti    | Acquisti         | Acquisti   |
| R.       | Nome            | da          | Data             | Modalità   |
| -------- | --------------- | ----------- | ---------------- | ---------- |
| G        | Bootsy Thornton | Free agent  | 25 dicembre 2013 | definitivo |
| C        | David Andersen  | Free agent  | 22 gennaio 2014  | definitivo |
| C        | O.D. Anosike    | V.L. Pesaro | 18 maggio 2014   | definitivo |

| Cessioni | Cessioni      | Cessioni       | Cessioni         | Cessioni    |
| R.       | Nome          | a              | Data             | Modalità    |
| -------- | ------------- | -------------- | ---------------- | ----------- |
| C        | Alexis Ajinça | N.O. Pelicans  | 18 dicembre 2013 | rescissione |
| G        | Kevin Murphy  | Idaho Stampede | 25 dicembre 2013 | rescissione |
| A        | Ricardo Greer | Free agent     | 23 febbraio 2014 | rescissione |